# Доња Горица (Корча)
Доња Горица (алб. Goricë e Vogël) је насељено место у општини Пустец у округу Корча, Албанија. Према попису из 1989. године било је 352 становника.
Према бугарском географу и историчару, Василу Канчову, у Доњој Горици је 1900. године живело 42 Словена хришћана.